# Mikael av Trapezunt
Mikael av Trapezunt, född 1285, död 1355, var regerande kejsare av Trapezunt 1341, och från 1344 till 1349. 